# Alon Shvut
Alon Shvut (en hebreu: אלון שבות) és un assentament israelià situat en l'Àrea de Judea i Samaria, en la Cisjordània ocupada per Israel, el poble és administrat pel consell regional de Gush Etzion. Es troba al sud-oest de Jerusalem, a mig camí entre les ciutats de Betlem i Hebron, a 4 quilòmetres i mig de la línia verda, a l'oest del mur de seguretat israelià. Alon Shvut va ser establert el 1970, i des d'aleshores ha esdevingut un centre regional per a les comunitats del bloc d'assentaments de Gush Etzion. A finals de 2011, el municipi tenia una població de 3.051 habitants.